# Eden Riegel
Pour les articles homonymes, voir Riegel.
Eden Sonja Jane Riegel est une actrice américaine, née le 1er janvier 1981 à Washington. 

## Biographie
Elle a notamment joué dans le Soap opera, La Force du destin (All My Children).

## Filmographie

### Cinéma
- 1994 : The Frog King : Une princesse
- 1996 : Duo: The True Story of a Gifted Child with Down Syndrome : la violoniste
- 1998 : Le Prince d'Égypte : Miriam (jeune)
- 1999 : American Pie de Paul et Chris Weitz : Sarah
- 1999 : Henry Hill : Nicole Hill
- 2001 : Semmelweis (Court-métrage) : Elisabeth
- 2009 : L'An 1 : Des débuts difficiles (Year One) : Lilith
- 2012 : Teacher of the Year : Jackie Campbell

### Télévision
- 1995 - 1997 : New York Undercover (série télévisée) : Meghan Cooper
- 1997 : New York, police judiciaire (Law or Order) (série télévisée) : Natalie
- 2000 - 2005 et 2008-2010 : La Force du destin (All My Children) (série télévisée) : Bianca Montgomery
- 2004 : Mes plus belles années (American Dreams) (série télévisée) : Protester
- 2004 : Hi no tori (série télévisée) : Chihiro/Robita (Voix)
- 2008 - 2009 : Bleach (série télévisée) : Rurichiyo Kasumioji (Voix)
- 2010 : Iron Man (série télévisée) : Nanami Ota (Voix)
- 2010 : Castle (série télévisée) : Rachel Goldstein
- 2010 : Iris Expanding (Téléfilm) : L'invitéé du Talk Show du matin
- 2010 - 2011 : Les Feux de l'amour (The Young and the Restless) (série télévisée) : Heather Stevens
- 2011 : Monster of the House (Téléfilm) : Mona
- 2012 : NCIS : Enquêtes spéciales (série télévisée) : Meredith Bilson
- 2014 : Esprits criminels (série télévisée, saison 10 épisode 3) : Shelley Hicks

## Doublage
- 2010 : Final Fantasy XIII : voix additionnelles
- 2010 : Dead or Alive Paradise : Hitomi
- 2010 : Naruto Shippūden: Dragon Blade Chronicles : Akari Tatsushiro
- 2012 : Resident Evil: Operation Raccoon City : Sherry Birkin
- 2012 : Resident Evil 6 : Sherry Birkin
- 2013 : Fire Emblem: Awakening : Nah, Sumia
- 2017 : Mission88
- 2017 : Fire Emblem Heroes : Genny, Kana (femme), Sumia
- 2018 : Monster Hunter World : L'assistante